# Fontána Panny Marie
Fontána Panny Marie (francouzsky Fontaine de la Vierge) též Arcibiskupská fontána (Fontaine de l'Archevêché) či Fontána Notre-Dame (Fontaine de Notre-Dame) je novogotická fontána v Paříži .

## Umístění
Kašna se nachází ve 4. obvodu na Square Jean XXIII za apsidou katedrály Notre-Dame. Je situována uprostřed trávníku.

## Historie
Kašnu vytvořil architekt Alphonse Vigoureux v roce 1845 jako výzdobu square založeného o rok dříve.

## Popis
Novogotická kašna má podobu trojúhelníkové kaple na čtvercovém podstavci. Je velmi štíhlá, asi deset metrů vysoká. Základna kašny se skládá ze tří stran, ale její rohy jsou zkosené, což jí dodává vzhled nepravidelného šestiúhelníku. V každém rohu fontány je socha archanděla a každý se opírá o malý podstavec, ze kterého teče voda z kašny do šestihranné nádrže. Uprostřed otevřené kaple stojí na pilíři socha Madony s Ježíšem, kterou vytvořil Louis Merlieux.